# Гриша (рассказ)
«Гри́ша» — рассказ А. П. Чехова. Написан в 1886 году, впервые опубликован 18 апреля 1886 года в четырнадцатом номере журнала «Осколки».

## Публикации
Сюжет рассказа был предложен А. П. Чехову Виктором Билибиным, который в 14 марта 1886 года в своём письме писал: «Я Вам изредка буду давать темы для статей…» (ГБЛ). В письме от 14 марта 1886 г. он рекомендовал одну из обещанных тем: «Психология ребёнка, маленького (2—3—4 л.). Федя? (рассказцем)».
Впервые рассказ был опубликован 18 апреля 1886 года в четырнадцатом номере юмористического литературно-художественного еженедельного журнала «Осколки». В слегка изменённой версии рассказ был включён Чеховым в первый том его собрания сочинений, изданного в 1899—1901 годах Адольфом Марксом.
При жизни Чехова рассказ был переведён на венгерский, немецкий, сербскохорватский и чешский языки.

## Сюжет
Мальчик Гриша двух лет и восьми месяцев делает свои первые шаги в окружающий мир в компании своей немного своенравной няньки, получает от неё даже первый глоток алкоголя. Вечером Гриша рассказывает маме, где он был и что видел. У него возникают незначительные проблемы со здоровьем, которые мать лечит касторовым маслом.
Прототипом мальчика Гриши послужил приёмный сын писателя Н. А. Лейкина Федя, подкинутый в 1884 году и усыновлённый им в июне 1886 года. Лейкин несколько раз писал Чехову о жизни мальчика. Чехов был у Лейкина в 1885 году и не раз вспоминал о мальчике.